# 와이망구 화산계곡

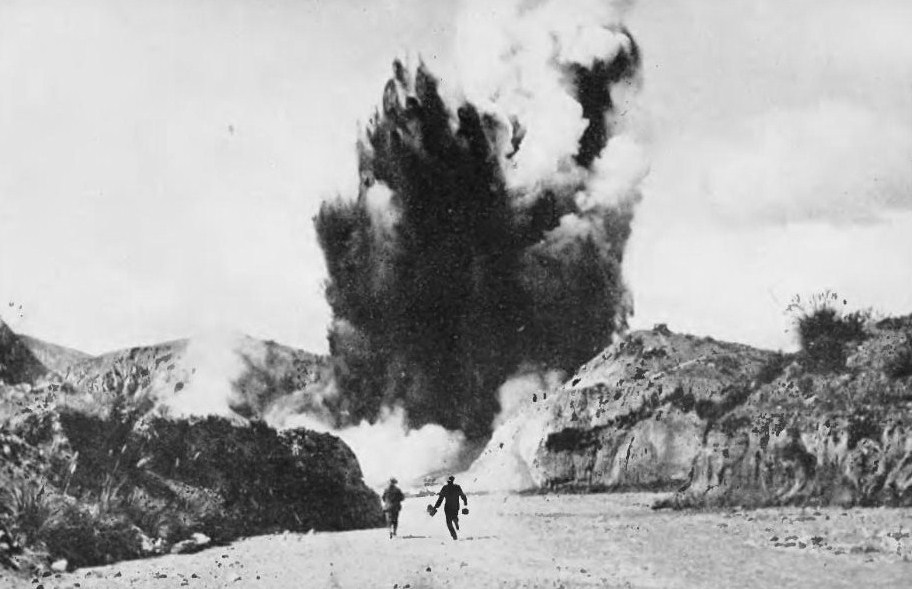
와이망구 계곡 (간헐천)의 분화

와이망구 화산계곡(Waimangu Volcanic Valley)은 뉴질랜드 북섬 타라웨라 산 옆에 자리잡고 있는 화산 계곡으로, 여전히 활발하게 활동중이다. 이곳은 장관을 펼쳐내며, 여러 호수에서는 뜨거운 물과 함께 화산 가스나 연기가 나온다. 1981년에 마지막으로 분화하였으며, 1886년 타라웨라산 분화로 만들어졌다.
1917년 에코 분화구의 분화로 인해 분화구가 함몰되고, 그 자리에 빗물이 쌓이며 현재의 프라잉 판 호수를 만들었다. 그리고 와이망구는 유명한 와이망구 간헐천이 있던 곳이다.